# Resolutie 186 Veiligheidsraad Verenigde Naties
Resolutie 186 van de Veiligheidsraad van de Verenigde Naties was de eerste resolutie in 1964 en werd op 4 maart
dat jaar unaniem aangenomen door de leden van de VN-Veiligheidsraad, en richtte de UNFICYP-vredesmacht in Cyprus op.

## Achtergrond
Het eiland Cyprus wordt bewoond door een Griekse en een Turkse bevolkingsgroep. In 1960 werd het eiland onafhankelijk van
het Verenigd Koninkrijk. De machtsdeling tussen de twee bevolkingsgroepen kwam niet van de grond en de situatie escaleerde eind 1963 tot geweld. Op Brits
initiatief kwamen er een wapenstilstand en onderhandelingen. Die leidden tot niets en de Cypriotische president bracht de zaak voor de Verenigde Naties.

## Inhoud
De Veiligheidsraad:
- Merkt op dat de huidige situatie in Cyprus de wereldvrede en -veiligheid kan bedreigen als geen bijkomende maatregelen worden genomen.
- Houdt rekening met de standpunten van de partijen in het verdrag dat op 16 augustus 1960 werd getekend in Nicosia.
- Denkt aan de voorwaarden in het Handvest van de Verenigde Naties, artikel °2 paragraaf °4 in het bijzonder:

Geen lidstaat zal geweld gebruiken tegen de territoriale integriteit of de politieke onafhankelijkheid van enig land, of op een andere manier die niet strookt met het doel van de Verenigde Naties.
1. Roept alle lidstaten op geen acties of bedreigingen te doen die de situatie in Cyprus kunnen verergeren.
2. Vraagt Cyprus het nodige te doen om het geweld en het bloedvergieten te stoppen.
3. Roept de gemeenschappen en hun leiders in Cyprus op zich terughoudend op te stellen.
4. Beveelt de creatie van een vredesmacht aan.
5. Beveelt aan dat deze macht nieuwe gevechten moet voorkomen en indien nodig de ordehandhaving moet herstellen.
6. Beveelt aan dat deze macht drie maanden zal bestaan en de kosten gedeeld worden door de deelnemers en Cyprus.
7. Beveelt nog aan dat de secretaris-generaal een bemiddelaar aanstelt om een vreedzame oplossing te zoeken.
8. Vraagt de secretaris-generaal om de kosten voor die bemiddelaar te betalen met VN-middelen.

## Verwante resoluties
- Resolutie 155 Veiligheidsraad Verenigde Naties
- Resolutie 187 Veiligheidsraad Verenigde Naties
- Resolutie 192 Veiligheidsraad Verenigde Naties

Lijst ·  186 ·  187 ·  188 ·  189 ·  190 ·  191 ·  192 ·  193 ·  194 ·  195 ·  196 ·  197 ·  198 ·  199